# 1977-es Formula–1 nyugat-amerikai nagydíj
A nyugat-amerikai nagydíj volt az 1977-es Formula–1 világbajnokság negyedik futama.

## Futam
| Helyezés | #  | Versenyző          | Csapat/Motor       | Körök | Idő/Kiesés oka     | Rajthely | Pontszám |
| -------- | -- | ------------------ | ------------------ | ----- | ------------------ | -------- | -------- |
| 1        | 5  | Mario Andretti     | Lotus-Ford         | 80    | 1:51:35,470        | 2        | 9        |
| 2        | 11 | Niki Lauda         | Ferrari            | 80    | 0,773              | 1        | 6        |
| 3        | 20 | Jody Scheckter     | Wolf-Ford          | 80    | + 4,857            | 3        | 4        |
| 4        | 4  | Patrick Depailler  | Tyrrell-Ford       | 80    | + 1:14,487         | 12       | 3        |
| 5        | 28 | Emerson Fittipaldi | Fittipaldi-Ford    | 80    | + 1:20,908         | 7        | 2        |
| 6        | 34 | Jean-Pierre Jarier | Team Penske-Ford   | 79    | + 1 kör            | 9        | 1        |
| 7        | 1  | James Hunt         | McLaren-Ford       | 79    | + 1 kör            | 8        |          |
| 8        | 6  | Gunnar Nilsson     | Lotus-Ford         | 79    | + 1 kör            | 16       |          |
| 9        | 26 | Jacques Laffite    | Ligier-Matra       | 78    | Elektronika        | 5        |          |
| 10       | 10 | Brian Henton       | March-Ford         | 77    | + 3 kör            | 18       |          |
| 11       | 18 | Hans Binder        | Surtees-Ford       | 77    | + 3 kör            | 19       |          |
| Kiesett  | 3  | Ronnie Peterson    | Tyrrell-Ford       | 62    | Üzemanyag rendszer | 10       |          |
| Kiesett  | 22 | Clay Regazzoni     | Ensign-Ford        | 57    | Váltó              | 13       |          |
| Kiesett  | 8  | Hans-Joachim Stuck | Brabham-Alfa Romeo | 53    | Fék                | 17       |          |
| Kiesett  | 17 | Alan Jones         | Shadow-Ford        | 40    | Váltó              | 14       |          |
| Kiesett  | 2  | Jochen Mass        | McLaren-Ford       | 39    | Meghajtás          | 15       |          |
| Kizárva  | 7  | John Watson        | Brabham-Alfa Romeo | 33    |                    | 6        |          |
| Kiesett  | 16 | Renzo Zorzi        | Shadow-Ford        | 27    | Váltó              | 20       |          |
| Kiesett  | 9  | Alex Ribeiro       | March-Ford         | 15    | Váltó              | 22       |          |
| Kiesett  | 12 | Carlos Reutemann   | Ferrari            | 5     | Baleset            | 4        |          |
| Kiesett  | 30 | Brett Lunger       | March-Ford         | 4     | Baleset            | 21       |          |
| Kiesett  | 19 | Vittorio Brambilla | Surtees-Ford       | 0     | Baleset            | 11       |          |

## Statisztikák
Vezető helyen:
- Jody Scheckter: 76 (1-76)
- Mario Andretti: 4 (77-80)

Mario Andretti 3. győzelme, Niki Lauda 22. pole-pozíciója, 10. leggyorsabb köre.
- Lotus 59. győzelme.